# Amerila subvitrea
Amerila subvitrea är en fjärilsart som beskrevs av Max Bartel 1903. Amerila subvitrea ingår i släktet Amerila och familjen björnspinnare. Inga underarter finns listade i Catalogue of Life.